# Eliud Kipchoge
Eliud Kipchoge, né le 5 novembre 1984 à Kapsisiywa, est un athlète kényan spécialiste des courses de fond.
Double champion olympique du marathon, aux Jeux de Rio 2016 et aux Jeux de Tokyo 2020, il établit le 25 septembre 2022 à Berlin un nouveau record de monde de la distance en 2 h 1 min 9 s, battant son propre record du 16 septembre 2018 en 2 h 1 min 39 s.
Il fait partie du NN Running Team, une équipe de coureurs professionnels basée aux Pays-Bas.
Spécialisé depuis 2012 dans les courses sur route, il remporte notamment plusieurs épreuves du World Marathon Majors : le Marathon de Tokyo en 2022, le Marathon de Londres en 2015, 2016, 2018 et 2019, le Marathon de Berlin en 2015, 2017, 2018, 2022 et 2023, et le Marathon de Chicago en 2014.

## Biographie

### Champion du monde du 5 000 m à 18 ans (2003)
Eliud Kipchoge fait ses débuts sur la scène internationale lors des Championnats du monde de cross-country 2002 de Dublin en se classant cinquième de la course junior. Vainqueur du 5 000 m des sélections kényanes pour les Championnats du monde juniors, il est contraint de déclarer forfait après avoir contracté le paludisme.
En début de saison 2003, le Kényan s'adjuge le titre junior des Championnats du monde de cross se déroulant à Lausanne, où il devance de deux secondes l'Ougandais Boniface Kiprop. Il réalise d'excellentes performances durant les premiers meetings estivaux, terminant notamment troisième des Bislett Games d'Oslo derrière Kenenisa Bekele et Sammy Kipketer. Âgé de 18 ans seulement, il obtient sa qualification pour les Championnats du monde de Paris grâce à sa troisième place obtenue lors des sélections kényanes. Le 31 août 2003, Eliud Kipchoge crée la surprise en s'adjugeant le titre du 5 000 m en 12 min 52 s 79 (nouveau record de la compétition) devant les spécialistes de la distance Hicham El Guerrouj et Kenenisa Bekele. Il remporte en fin de saison 2003 le 5 000 m de la Finale mondiale de l'IAAF.

### Médaillé olympique (2004)
Quatrième des championnats du monde de cross en début de saison 2004, il remporte les sélections olympiques du Kenya en établissant un nouveau record personnel (13 min 14 s 4). Aux Jeux olympiques d'Athènes, Kipchoge monte sur la troisième marche du podium du 5 000 m derrière Hicham El Guerrouj et Kenenisa Bekele, avec le temps de 13 min 15 s 10. Cinq jours plus tard, il établit la meilleure performance de l'année sur 3 000 m en remportant le meeting de Bruxelles en 7 min 27 s 72, avant de s'imposer sur la même distance lors de la Finale mondiale disputée à Monaco.

### De nouveaux podiums mondiaux et olympiques (2005-2008)

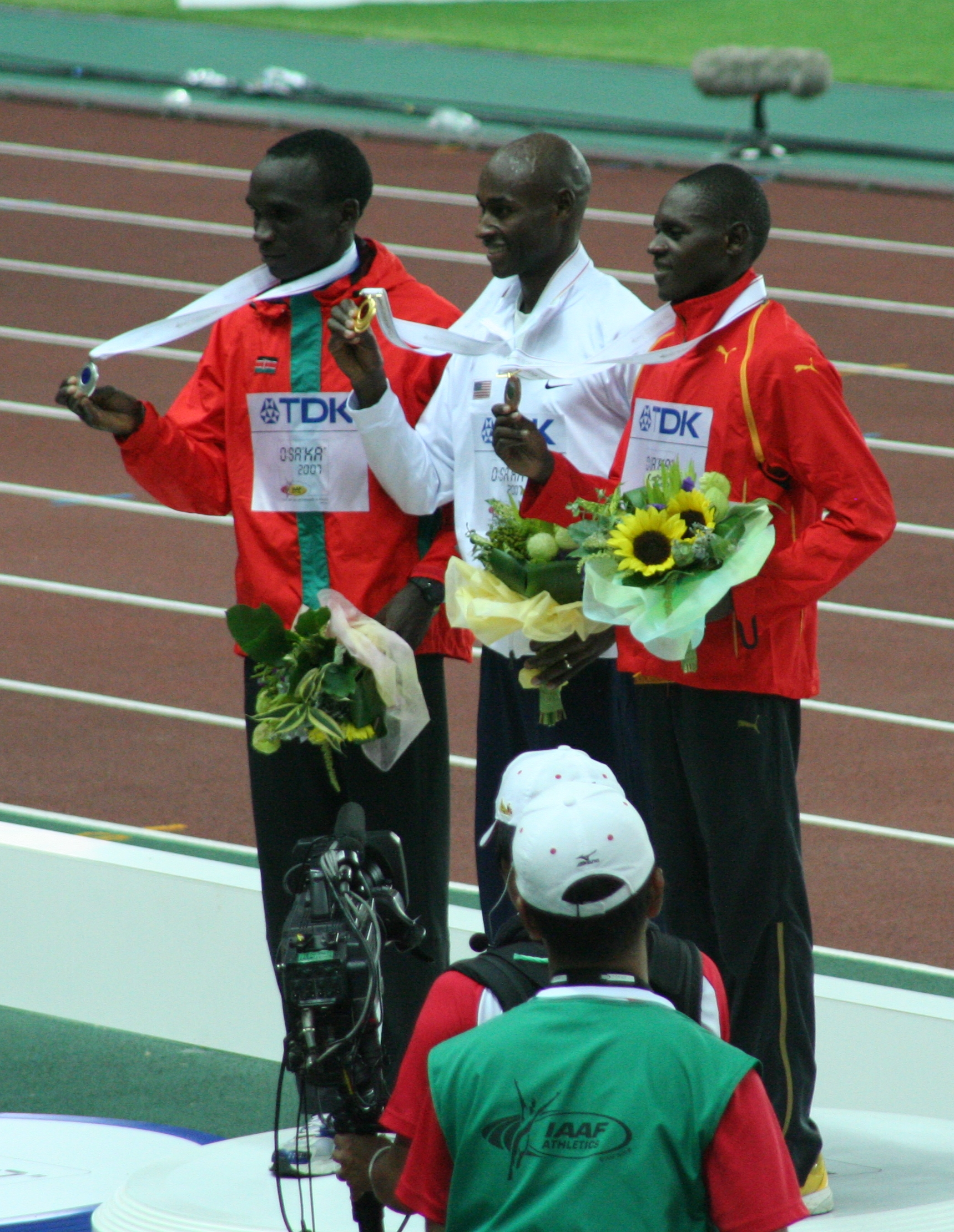
Eliud Kipchoge (à gauche), médaillé d'argent du 5000 m lors des championnats du monde 2007.

En 2005, le Kényan ne prend que la cinquième place des Championnats du monde de cross puis s'impose à plusieurs reprises lors des meetings européens estivaux, notamment sur 3 000 m à Doha et Hengelo, et sur 5 000 m au meeting Golden Gala de Rome. Figurant parmi les favoris du 5 000 m aux Championnats du monde d'Helsinki, en raison notamment des absences d'Hicham El Guerrouj, retraité des pistes depuis l'année précédente, et de Kenenisa Bekele, aligné uniquement sur 10 000 m, Eliud Kipchoge ne termine pourtant que quatrième de la finale, la victoire revenant à son compatriote Benjamin Limo. En fin de saison 2005, le Kényan remporte le meeting de Bruxelles en signant en 12 min 50 s 22 la deuxième meilleure performance mondiale de l'année derrière Bekele.
Eliud Kipchoge s'adjuge la médaille de bronze du 3 000 m lors des Championnats du monde en salle 2006 de Moscou avec le temps de 7 min 42 s 58.
L'année suivante, en 2007, il bat son record personnel du 10 000 m lors du meeting d'Hengelo en 26 min 49 s 02, avant de remporter la médaille d'argent du 5 000 m des Championnats du monde d'Osaka où il est devancé par l'Américain Bernard Lagat.
Lors des Jeux olympiques de 2008 à Pékin, il se classe deuxième de l'épreuve du 5 000 m en 13 min 2 s 80, devancé pour la médaille d'or par Kenenisa Bekele qui établit un nouveau record olympique en 12 min 57 s 82.
En 2009, il termine cinquième du 5 000 m des championnats du monde de Berlin.
Lors des Jeux du Commonwealth de 2010 à New Delhi en Inde, il s'adjuge la médaille d'argent du 5 000 m, devancé par l'Ougandais Moses Kipsiro.
En 2011, il termine 7e du 5 000 m des championnats du monde à Daegu.

### Passage sur route (2012)

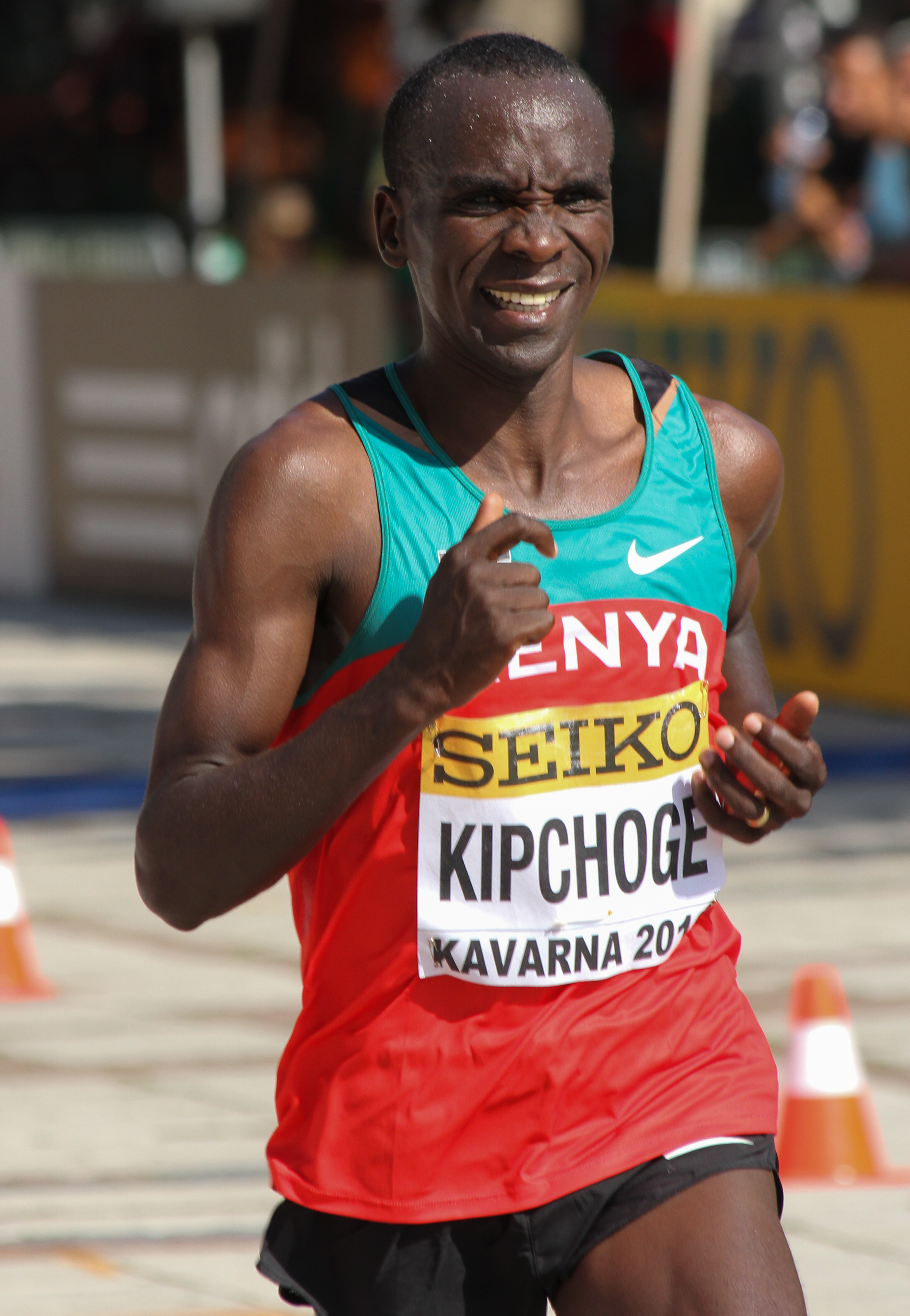
Kipchoge lors des championnats du monde de semi-marathon 2012.

En 2012, il échoue lors des sélections olympiques kényanes pour les Jeux olympiques de 2012, en ne prenant que la 7e place du 5 000 m et du 10 000 m.
Il fait ses débuts sur la route à l'occasion du Semi-marathon de Lille 2012 en prenant la troisième place en 59 min 25 s. Il participe fin 2012 aux championnats du monde de semi-marathon et se classe 6e de l'épreuve individuelle en 1 h 1 min 52 s.
En février 2013, il remporte le Semi-marathon de Barcelone dans le temps de 1 h 0 min 4 s et établit le record de l'épreuve. Deux mois après, il entame avec succès sa carrière de marathonien à Hambourg.
En septembre 2013, il participe au Marathon de Berlin, son premier marathon major. La course est remportée par son compatriote Wilson Kipsang qui établit un nouveau record du monde en 2 h 3 min 23 s. Il termine deuxième en 2 h 4 min 5 s, ce qui constitue la quatrième performance mondiale de tous les temps.
En février 2014, il remporte à nouveau le Semi-marathon de Barcelone en 1 h 0 min 52 s sans toutefois parvenir à améliorer son temps de 2013.
En avril 2014, il remporte le Marathon de Rotterdam dans le temps de 2 h 5 min 0 s. En octobre, il confirme ses talents de marathonien en remportant une première victoire dans un marathon major en 2  h 4 min 11 s à Chicago. À cette occasion, il remporte sa 1ère confrontation avec Bekele sur le marathon.
Le 26 avril 2015, il remporte le Marathon de Londres avec un chrono de 2 h 4 min 41 s en devançant Wilson Kipsang. Le 27 septembre, il remporte le Marathon de Berlin en 2 h 4 min 0 s. Un problème de semelle dès le 2e kilomètre l'empêcha surement de battre le record du monde.

### Champion olympique du marathon (2016)

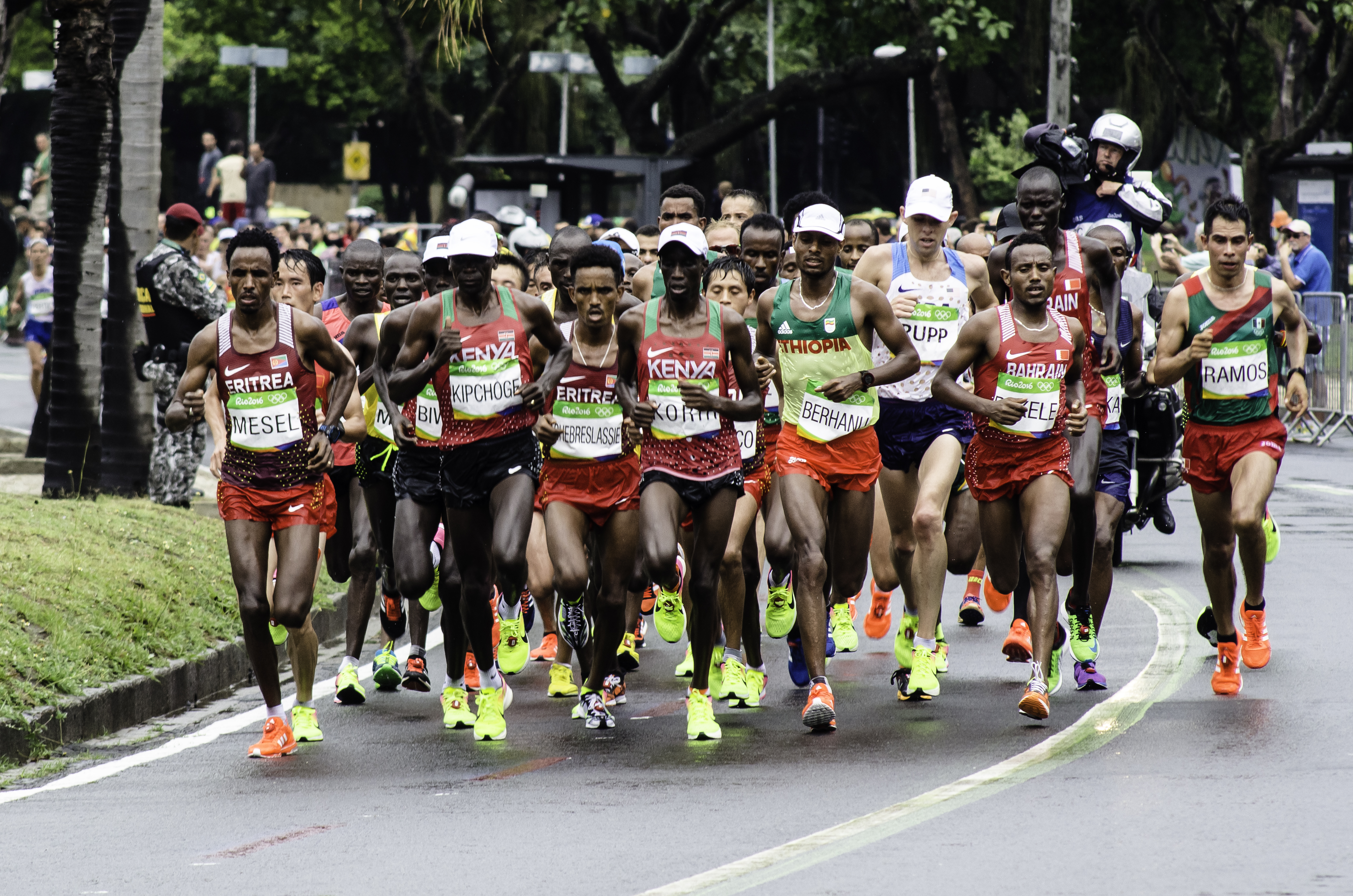
Kipchoge (2e en partant de la gauche) lors du marathon olympique 2016, à Rio de Janeiro.

Quelques mois plus tard, le 24 avril 2016, il remporte une fois de plus le Marathon de Londres avec un temps de 2 h 3 min 5 s qui représente le deuxième meilleur temps de l'histoire du marathon ainsi que le record de l'épreuve à Londres. Plus encore qu'à Berlin, le record du monde était « facilement » à la portée de Kipchoge, mais les lièvres à Londres imprimèrent un rythme beaucoup trop rapide. Ce rythme était sur les bases quasiment de deux heures au marathon.[réf. nécessaire]
Eliud Kipchoge se qualifie pour les Jeux olympiques de 2016 prévus à Rio de Janeiro. En grand favori, le 21 août 2016, lors de l'épreuve du marathon, il remporte son premier titre olympique dans le temps de 2 h 8 min 44 s, sûrement le titre le plus important de sa carrière.

### ProjetBreaking2(2017)
Le 6 mai 2017, sur le circuit automobile de Monza, en Italie, Eliud Kipchoge participe au marathon Breaking2, projet de la firme Nike visant à franchir la barrière des 2 heures sur marathon. Il échoue dans sa tentative en réalisant le temps de 2 h 0 min 24 s, synonyme de potentiel nouveau record du monde. Cette performance n'est pas homologuée par la Fédération internationale d’athlétisme en tant que nouveau record du monde car la tentative ne se déroule pas dans le cadre d’une compétition officielle, elle ne s’inscrit pas dans une tentative de record et elle se déroule sur un circuit fermé. De plus, le Kényan a pu bénéficier d’une vingtaine de lièvres ayant pu se relayer (au lieu de démarrer la course en même temps que Kipchoge) et a été précédé d’un véhicule dont il a pu profiter de l’aspiration.
En septembre 2017, il ajoute une nouvelle victoire dans un grand marathon, remportant à nouveau le marathon de Berlin en 2 h 3 min 32 s, couru dans des conditions humides.

### Record du monde du marathon (2018)

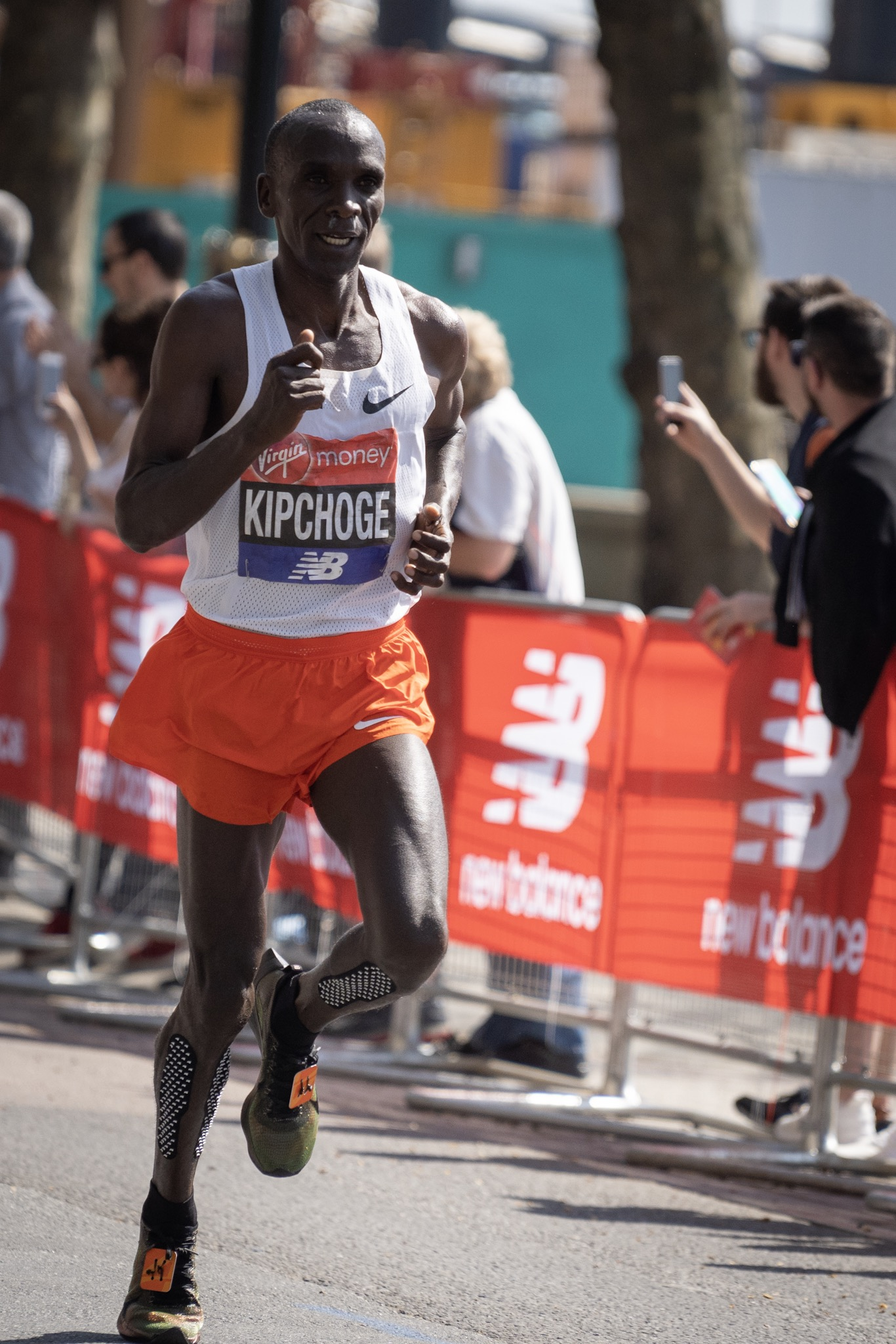
Eliud Kipchoge lors du marathon de Londres 2018.

Le 22 avril 2018, Kipchoge remporte son troisième marathon de Londres en 2 h 4 min 27 s et égale son compatriote Martin Lel et le Mexicain Dionicio Cerón quant au nombre de victoires.
Le 16 septembre 2018, lors du marathon de Berlin, Eliud Kipchoge améliore le record du monde de Dennis Kimetto de 1 min 18 s, la plus grande marge depuis 1967, en parcourant la distance en 2 h 1 min 39 s, devenant le premier athlète à descendre sous les 2 h 2 min. Parti sur des bases élevées, il passe à la mi-course en 1 h 1 min 6 s et se retrouve seul en tête à partir du 25e kilomètre après le retrait de ses lièvres. Il poursuit son accélération pour terminer en « negative split », c'est-à-dire un deuxième semi-marathon (1 h 0 min 33 s) plus rapide que le premier.
Le 28 avril 2019, il gagne le marathon de Londres en 2 h 2 min 37 s devant Mosinet Geremew et Mule Wasihun. Il améliore le record de cette course qu'il avait établi en 2016. Eliud Kipchoge réalise la deuxième meilleure performance pour un marathon,. Il devient le premier coureur à remporter cette épreuve quatre fois.

### ProjetIneos 1:59 Challenge(2019)
Après le projet Breaking2 en 2017, Eliud Kipchoge annonce effectuer une nouvelle tentative de marathon sous les deux heures le 12 octobre 2019 à Vienne dans le projet Ineos 1:59 Challenge soutenu par le milliardaire Jim Ratcliffe, propriétaire d'Ineos. Lors de l'événement, toujours aidé de ses lièvres, il devient le premier athlète à descendre sous la barrière des deux heures au marathon, en couvrant la distance en 1 h 59 min 40 s. Cette performance, comme celle du Breaking2 de Monza en 2017, n'est pas homologuée par l'IAAF car elle n'a pas été réalisée dans des conditions officielles.
Le 3 décembre 2019, il déclare à l'agence Reuters qu'il participera au marathon des Jeux olympiques de 2020 s'il est sélectionné par la Fédération d’athlétisme kényane, assurant que le déplacement du marathon de Tokyo à Sapporo au nord du pays ne lui posait aucun problème.
Le 4 octobre 2020, il finit huitième du Marathon de Londres avec un temps de 2 h 6 min 48 s. Parmi les favoris de la course, un problème à l’oreille dû au froid l’empêcha de rester en tête. C’est la première fois depuis 2013 que Kipchoge ne remporte pas un marathon.

### Deuxième titre olympique du marathon (2021)
Le 18 avril 2021, Eliud Kipchoge participe au marathon d'Enschede aux Pays-Bas pour préparer les Jeux olympiques de Tokyo. La course, organisée par NN Mission, la société de son agent néerlandais Jos Hermens, se situe sur les pistes d'un aéroport dans un circuit de huit kilomètres, sans public et exposé aux vents. Il l'emporte dans le temps de 2 h 4 min 30 s.
Il remporte sans difficulté son deuxième titre olympique le 8 août 2021 à Sapporo, au dernier jour des Jeux de Tokyo 2020. Il distance ses principaux rivaux à dix kilomètres de l’arrivée et creuse un écart irrattrapable en l'espace de cinq kilomètres. Il s'impose en 2 h 8 min 38 s, et devient le troisième marathonien à réaliser le doublé sur les 42,195 km après Abebe Bikila (1960 et 1964), et Waldemar Cierpinski (1976 et 1980).

### Deuxième record du monde du marathon (2022)

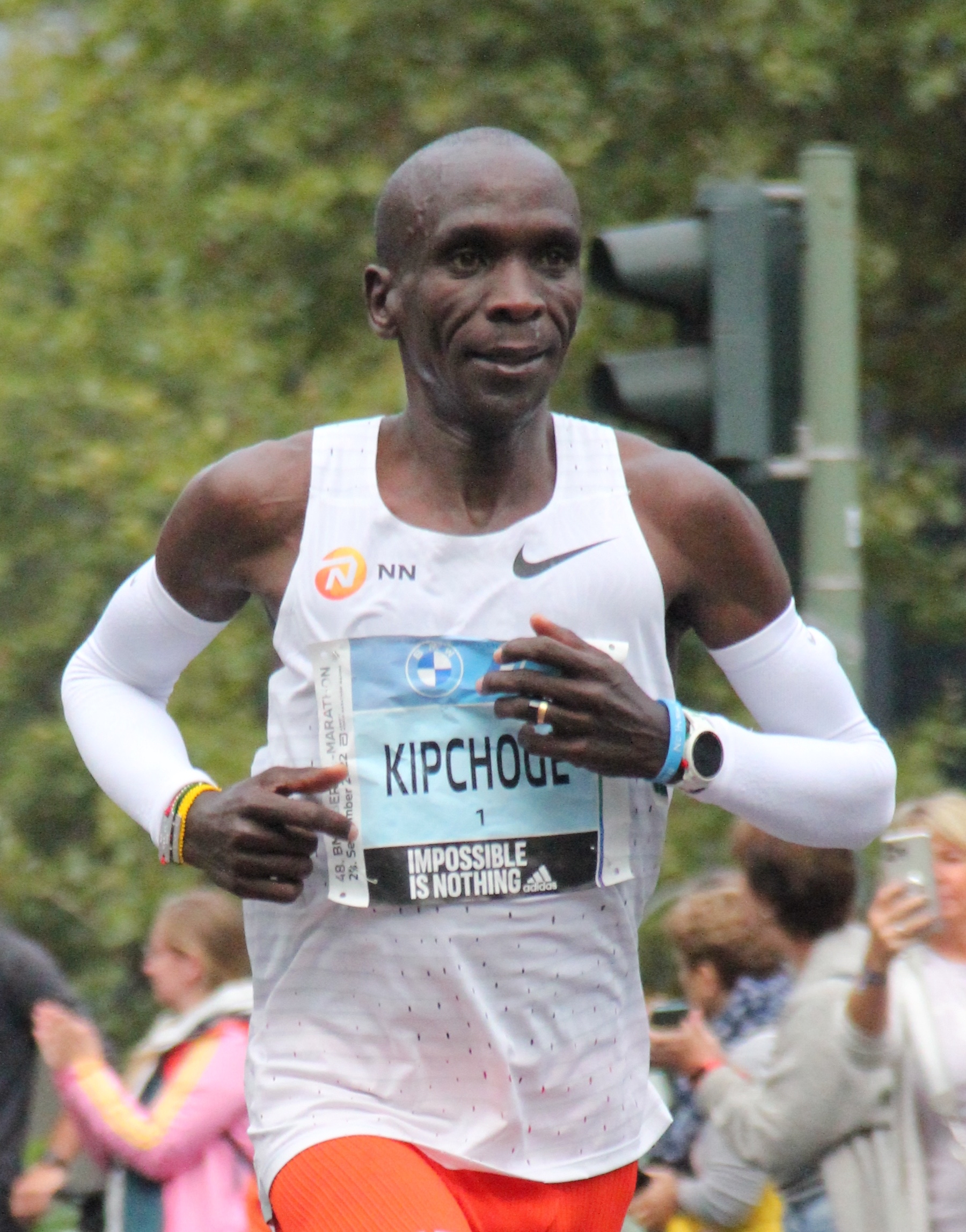
Eliud Kipchoge lors du marathon de Berlin 2022.

Le 6 mars 2022, Eliud Kipchoge remporte le marathon de Tokyo en 2 h 2 min 40 s, établissant ainsi un nouveau record de l'épreuve, échouant à près d'une minute de son record du monde.
Le 25 septembre 2022, Kipchoge améliore son propre record du monde établi quatre années plus tôt au même marathon de Berlin et le porte à 2 h 1 min 9 s. Disposant de trois lièvres qui impriment un tempo rapide dès le début de la course, il compte près d'une minute d'avance sur son propre record du monde au 13e kilomètre et boucle le semi-marathon en moins d'une heure (59 min 51 s). Après le retrait du dernier lièvre vers le 25e kilomètre, il termine la course seul en tête, effectuant sa deuxième partie de parcours en 1 h 1 min 18 s.

### Saison 2023
Le 17 avril 2023, il participe pour la première fois au Marathon de Boston, épreuve au parcours vallonné et qui n'autorise pas l'utilisation de lièvres. Au 30e kilomètre, Kipchoge ne parvient pas à répondre à l’accélération du Tanzanien Gabriel Geay et est décroché du groupe de tête. Il termine 6e de la course en 2 h 9 min 23 s, son plus mauvais temps jamais enregistré sur un marathon, loin du vainqueur Evans Chebet.

### Saison 2024 et Jeux Olympiques de Paris
Malgré sa participation au marathon des jeux olympiques de Paris 2024, Eliud Kipchoge abandonne le marathon de Paris au bout de 30 km à cause d'une douleur au dos. Il déclare que c'était son pire marathon.

## Entraînement
En 2001, Eliud Kipchoge, alors âgé de 16 ans, rencontre Patrick Sang, lors d'une course locale,. Ce dernier, vice-champion olympique de 3 000 mètres steeple lors des Jeux olympiques de 1992 à Barcelone, vient de mettre un terme à sa carrière et se destine à celle d'entraîneur. À la demande du jeune athlète, il lui remet un plan d'entraînement, que celui-ci respecte avant d'en demander plus. Il rejoint plus tard le centre fondé par le manager néerlandais Jos Hermens à Kaptagat, qui est dirigé par Patrick Sang,.
Patrick Sang préfère construire une méthode d’entraînement basée sur le volume plutôt que sur l'intensité, respectant ainsi la philosophie de l'entraîneur néo-zélandais Arthur Lydiard, dont Peter Snell fut l'élève. Cet entraînement commence par un easy run de 10 kilomètres le lundi après-midi, puis par des courses de vitesse le lendemain matin : huit séries de 2 000 m en 5 min 50 s, espacées par une période de récupération de soixante-dix secondes. Le mercredi, le programme est composé d'un 20 km couru en 1 h 20 min, suivi d'un easy run de 10 kilomètres en 50 min l'après-midi. Le jeudi est consacré au long run, un 30 km parcouru à une allure de 3 min 20 s au kilomètre puis, le soir, à un 10 kilomètres couru à allure paisible. Une dernière séance a lieu le samedi matin avant que les athlètes retournent dans leur famille pour le week-end.
Malgré son âge et son palmarès, Eliud Kipchoge continue à s'astreindre à cette discipline d’entraînement dans un centre qui a été conçu selon le principe du phalanstère, et dont l'organisation est gérée par un athlète élu. Eliud Kipchoge y reçoit toujours les mêmes repas, privilégie le repos, la lecture et le sommeil. La distance  qu'il parcourt hebdomadairement s’élève toutefois entre 172 km et 192 km.

## Palmarès
| Date | Compétition                    | Lieu           | Résultat       | Épreuve       | Temps          |
| ---- | ------------------------------ | -------------- | -------------- | ------------- | -------------- |
| 2003 | Championnats du monde de cross | Lausanne       | 1er            | Course junior |                |
| 2003 | Championnats du monde          | Paris          | 1er            | 5 000 m       | 12 min 52 s 79 |
| 2003 | Finale mondiale                | Monaco         | 1er            | 5 000 m       | 13 min 23 s 34 |
| 2004 | Championnats du monde de cross | Bruxelles      | 4e             | Course longue |                |
| 2004 | Jeux olympiques                | Athènes        | 3e             | 5 000 m       | 13 min 15 s 10 |
| 2004 | Finale mondiale                | Monaco         | 1er            | 3 000 m       | 7 min 38 s 67  |
| 2005 | Championnats du monde de cross | Saint-Étienne  | 5e             | Course longue |                |
| 2005 | Championnats du monde          | Helsinki       | 4e             | 5 000 m       | 13 min 33 s 04 |
| 2005 | Finale mondiale                | Monaco         | 2e             | 3 000 m       | 7 min 38 s 95  |
| 2006 | Championnats du monde en salle | Moscou         | 3e             | 3 000 m       | 7 min 42 s 58  |
| 2007 | Championnats du monde          | Osaka          | 2e             | 5 000 m       | 13 min 46 s 00 |
| 2008 | Jeux olympiques                | Pékin          | 2e             | 5 000 m       | 13 min 2 s 80  |
| 2009 | Championnats du monde          | Berlin         | 5e             | 5 000 m       | 13 min 18 s 95 |
| 2010 | Jeux du Commonwealth           | New Delhi      | 2e             | 5 000 m       | 13 min 31 s 32 |
| 2011 | Championnats du monde          | Daegu          | 7e             | 5 000 m       | 13 min 27 s 27 |
| 2013 | Semi-marathon de Barcelone     | Barcelone      | 1er            | Semi-marathon | 1 h 0 min 4 s  |
| 2013 | Marathon de Hambourg           | Hambourg       | 1er            | Marathon      | 2 h 5 min 30 s |
| 2013 | Marathon de Berlin             | Berlin         | 2e             | Marathon      | 2 h 4 min 5 s  |
| 2014 | Semi-marathon de Barcelone     | Barcelone      | 1er            | Semi-marathon | 1 h 0 min 52 s |
| 2014 | Marathon de Rotterdam          | Rotterdam      | 1er            | Marathon      | 2 h 5 min 0 s  |
| 2014 | Marathon de Chicago            | Chicago        | 1er            | Marathon      | 2 h 4 min 11 s |
| 2015 | Marathon de Londres            | Londres        | 1er            | Marathon      | 2 h 4 min 42 s |
| 2015 | Marathon de Berlin             | Berlin         | 1er            | Marathon      | 2 h 4 min 0 s  |
| 2016 | Marathon de Londres            | Londres        | 1er            | Marathon      | 2 h 3 min 5 s  |
| 2016 | Jeux olympiques                | Rio de Janeiro | 1er            | Marathon      | 2 h 8 min 44 s |
| 2017 | Marathon de Berlin             | Berlin         | 1er            | Marathon      | 2 h 3 min 32 s |
| 2018 | Marathon de Londres            | Londres        | 1er            | Marathon      | 2 h 4 min 17 s |
| 2018 | Marathon de Berlin             | Berlin         | 1er            | Marathon      | 2 h 1 min 39 s |
| 2019 | Marathon de Londres            | Londres        | 1er            | Marathon      | 2 h 2 min 37 s |
| 2020 | Marathon de Londres            | Londres        | 8e             | Marathon      | 2 h 6 min 48 s |
| 2021 | Marathon d'Enschede            | Enschede       | 1er            | Marathon      | 2 h 4 min 30 s |
| 2021 | Jeux olympiques de Tokyo       | Sapporo        | 1er            | Marathon      | 2 h 8 min 38 s |
| 2022 | Marathon de Tokyo              | Tokyo          | 1er            | Marathon      | 2 h 2 min 40 s |
| 2022 | Marathon de Berlin             | Berlin         | 1er            | Marathon      | 2 h 1 min 9 s  |
| 2023 | Marathon de Boston             | Boston         | 6e             | Marathon      | 2 h 9 min 23 s |
| 2023 | Marathon de Berlin             | Berlin         | 1er            | Marathon      | 2 h 2 min 42 s |
| 2024 | Jeux olympiques de Paris       | Paris          | Did Not Finish | Marathon      | Did Not Finish |
| 2025 | Marathon de Londres            | Londres        | 6e             | Marathon      | 2 h 5 min 25 s |

## Récompenses
- Trophée World Athletics de l'athlète de l'année en 2018 et 2019
- Trophée Track and Field News de l'athlète de l'année 2018
- Prix Princesse des Asturies des sports en 2023[31]

## Records

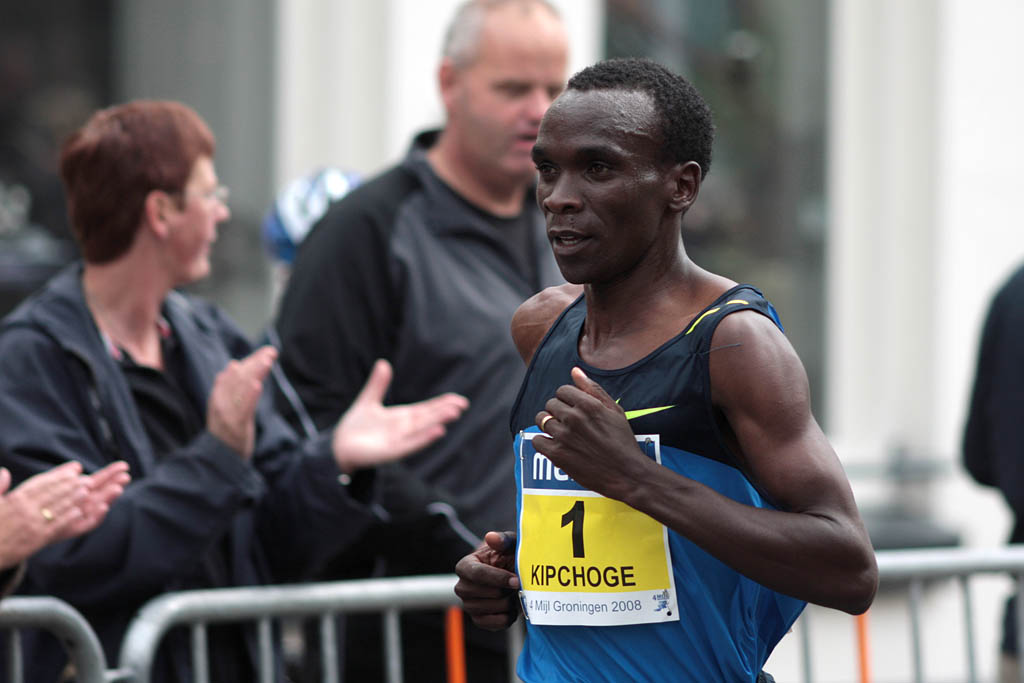
Eliud Kipchoge en 2008.

| Épreuve   | Épreuve       | Performance    | Date               | Lieu       |
| --------- | ------------- | -------------- | ------------------ | ---------- |
| Plein air | 1 500 m       | 3 min 33 s 20  | 31 mai 2004        | Hengelo    |
| Plein air | 3 000 m       | 7 min 27 s 66  | 6 mai 2011         | Doha       |
| Plein air | 5 000 m       | 12 min 46 s 53 | 2 juillet 2004     | Rome       |
| Plein air | 10 000 m      | 26 min 49 s 02 | 26 mai 2007        | Hengelo    |
| Plein air | 10 km         | 28 min 11 s    | 27 septembre 2009  | Utrecht    |
| Plein air | Semi-marathon | 59 min 25 s    | 1er septembre 2012 | Lille      |
| Plein air | Marathon      | 2 h 1 min 9 s  | 25 septembre 2022  | Berlin     |
| Salle     | 3 000 m       | 7 min 29 s 37  | 5 février 2011     | Stuttgart  |
| Salle     | 5 000 m       | 12 min 55 s 72 | 11 février 2011    | Düsseldorf |

## Performances sur marathon
Eliud Kipchoge a remporté 16 des 20 marathons disputés depuis ses débuts en 2013.
| Performance         | Date              | Lieu           | Circonstance             | Classement |
| ------------------- | ----------------- | -------------- | ------------------------ | ---------- |
| 2 h 5 min 30 s      | 21 avril 2013     | Hambourg       | Marathon de Hambourg     | 1er        |
| 2 h 4 min 5 s       | 29 septembre 2013 | Berlin         | Marathon de Berlin 2013  | 2e         |
| 2 h 5 min 0 s       | 13 avril 2013     | Rotterdam      | Marathon de Rotterdam    | 1er        |
| 2 h 4 min 11 s      | 12 octobre 2014   | Chicago        | Marathon de Chicago 2014 | 1er        |
| 2 h 4 min 42 s      | 26 avril 2015     | Londres        | Marathon de Londres 2015 | 1er        |
| 2 h 4 min 0 s       | 27 septembre 2015 | Berlin         | Marathon de Berlin 2015  | 1er        |
| 2 h 3 min 5 s       | 24 avril 2016     | Londres        | Marathon de Londres 2016 | 1er        |
| 2 h 8 min 44 s      | 21 août 2016      | Rio de Janeiro | Jeux olympiques          | 1er        |
| 2 h 0 min 25 s      | 6 mai 2017        | Monza          | Breaking2                |            |
| 2 h 3 min 32 s      | 24 septembre 2017 | Berlin         | Marathon de Berlin 2017  | 1er        |
| 2 h 4 min 17 s      | 22 avril 2018     | Londres        | Marathon de Londres 2018 | 1er        |
| 2 h 1 min 39 s (WR) | 16 septembre 2018 | Berlin         | Marathon de Berlin 2018  | 1er        |
| 2 h 2 min 37 s      | 28 avril 2019     | Londres        | Marathon de Londres 2019 | 1er        |
| 1 h 59 min 40 s     | 12 octobre 2019   | Vienne         | Ineos 1:59 Challenge     |            |
| 2 h 6 min 49 s      | 4 octobre 2020    | Londres        | Marathon de Londres 2020 | 8e         |
| 2 h 4 min 30 s      | 18 avril 2021     | Enschede       | Marathon d'Enschede      | 1er        |
| 2 h 8 min 38 s      | 8 août 2021       | Sapporo        | Jeux olympiques          | 1er        |
| 2 h 2 min 40 s      | 6 mars 2022       | Tokyo          | Marathon de Tokyo 2022   | 1er        |
| 2 h 1 min 9 s (WR)  | 25 septembre 2022 | Berlin         | Marathon de Berlin 2022  | 1er        |
| 2 h 9 min 23 s      | 17 avril 2023     | Boston         | Marathon de Boston       | 6e         |
| 2 h 2 min 42 s      | 24 septembre 2023 | Berlin         | Marathon de Berlin 2023  | 1er        |
| 2 h 6 min 50 s      | 3 mars 2024       | Tokyo          | Marathon de Tokyo        | 10e        |

|  | Performance non homologuée |

## Vie privée
Eliud Kipchoge réside à Kaptagat tandis que son épouse Grace Sugutt et sa famille résident à Eldoret.